# Mariano Galarza
Pour les articles homonymes, voir Galarza.

a Compétitions nationales et continentales officielles uniquement.

b Matchs officiels uniquement.
Dernière mise à jour le 21 mars 2019.
Mariano Tomas Galarza, né le 12 novembre 1986 à Veinticinco de Mayo (Argentine), est un joueur de rugby à XV, qui joue avec l'Argentine, évoluant au poste de deuxième ligne.

## Carrière
Mariano Galarza a fait des études de médecine à l'Université de la Plata.

### En club
Mariano Galarza a joué dans le club de rugby d'Universitario de La Plata, en Argentine. Il rejoint l'Irlande pour quelques matchs disputés avec la province du Leinster Rugby en septembre 2010 (4 matchs et 48 minutes de jeu) pour pallier l'absence de Leo Cullen et de Kevin McLaughlin. Il dispute la Vodacom Cup avec la formation argentine des Pampas XV, nouvellement admise en 2010. En 2011, Mariano Galarza et les Pampas XV remportent la compétition, le deuxième ligne disputant 9 rencontres.
En 2019, Galarza rejoint l'Aviron bayonnais. Il est nommé capitaine de l'équipe en août 2021.
En 2022, il est Champion de France de Pro D2 avec l'Aviron Bayonnais.

### En équipe nationale
Mariano Galarza a connu cinq sélections internationales en équipe d'Argentine en 2010, il fait ses débuts le 12 juin 2010 contre l'équipe d'Écosse. Il est ensuite retenu dans un groupe de 30 joueurs pour la préparation de la Coupe du monde.

## Statistiques en équipe nationale
Au 22 octobre 2015, Mariano Galarza compte 25 sélections avec l'équipe d'Argentine. Il obtient sa première cape le 12 juin 2010 contre l'équipe d'Écosse.
Il participe à deux éditions de la coupe du monde. En 2011, il obtient trois sélections, face à l'Angleterre, la Roumanie et la Géorgie. En 2015, il dispute un match, contre la Nouvelle-Zélande.
Il compte deux participations au Rugby Championship, en 2013 et 2014.